# Éloge de l'amour
Éloge de l'amour is een Franse dramafilm uit 2001 onder regie van Jean-Luc Godard.

## Verhaal
De film bestaat uit twee delen. In het eerste gedeelte ontmoet de auteur van het verhaal een jonge vrouw, die hij enkele jaren tevoren had leren kennen. In het tweede gedeelte ontmoet de auteur de jonge vrouw voor de eerste keer tijdens een gesprek met historici. Ze is gevraagd door haar grootouders om een contract te onderzoeken, dat hun is aangeboden door Amerikaanse filmmakers.

## Rolverdeling
| Acteur            | Personage                       |
| ----------------- | ------------------------------- |
| Bruno Putzulu     | Edgar                           |
| Cécile Camp       | Elle                            |
| Jean Davy         | Grootvader                      |
| Françoise Verny   | Grootmoeder                     |
| Audrey Klebaner   | Églantine                       |
| Jérémie Lippmann  | Perceval                        |
| Claude Baignières | Mijnheer Rosenthal              |
| Rémo Forlani      | Burgemeester Forlani            |
| Mark Hunter       | Amerikaanse journalist          |
| Jean Lacouture    | Geschiedkundige                 |
| Philippe Lyrette  | Assistent van Edgar             |
| Bruno Mesrine     | Magiër                          |
| Djéloul Beghoura  | Algerijn                        |
| Violeta Ferrer    | Vrouw                           |
| Valérie Ortlieb   | Vrouw                           |
| Serge Spira       | Dakloze                         |
| Stéphanie Jaubert | Jong meisje                     |
| Jean-Henri Roger  | Hulpje van burgemeester Forlani |
| Lemmy Constantine | Amerikaanse assistent           |
| Willam Doherty    | Amerikaanse ambtenaar           |
| Hocine Choutri    | Man die rent                    |